# Beurré Lebrun
Beurré Lebrun est une variété de poire.

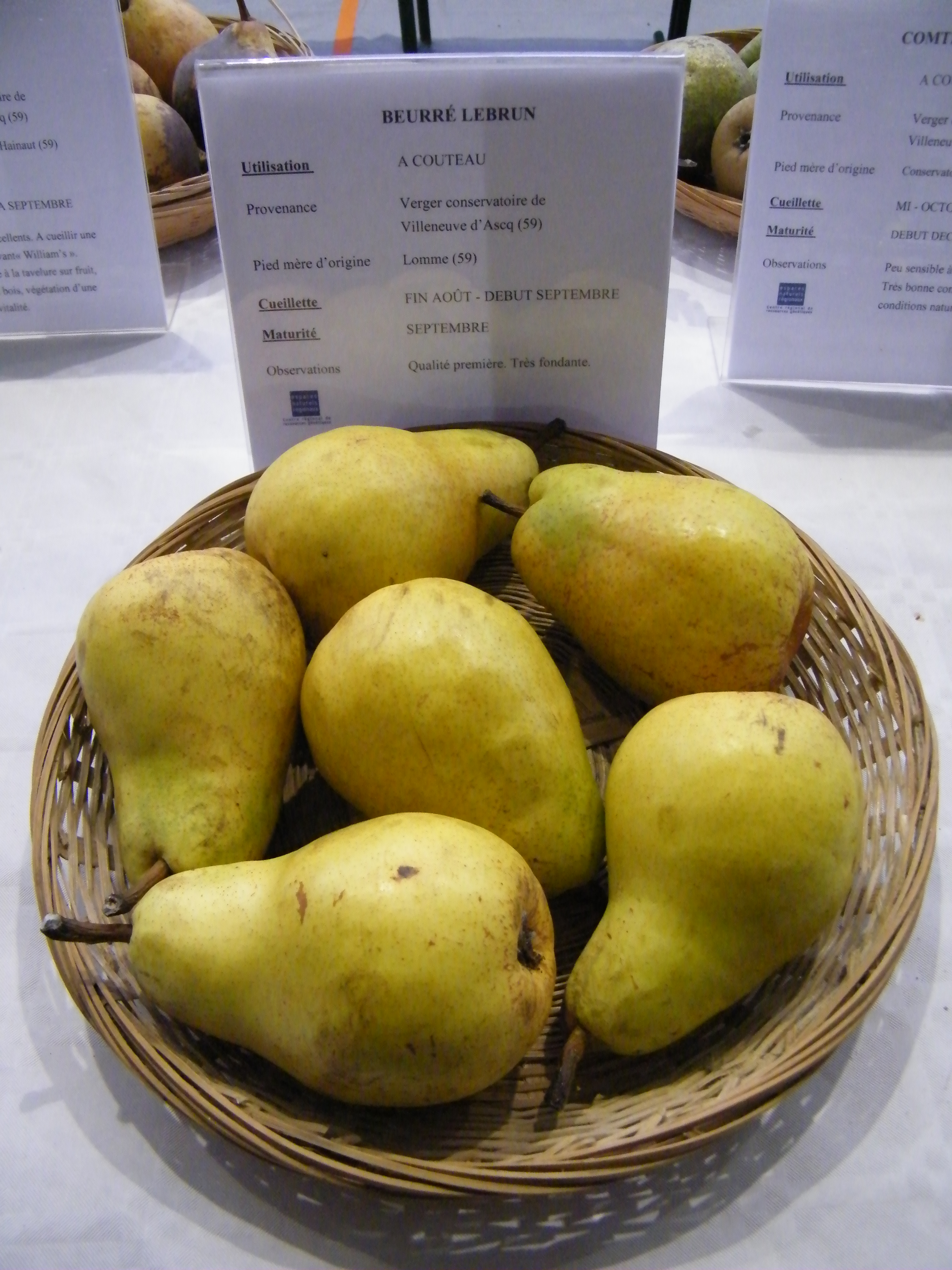

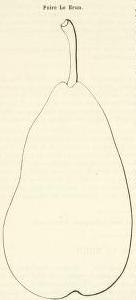

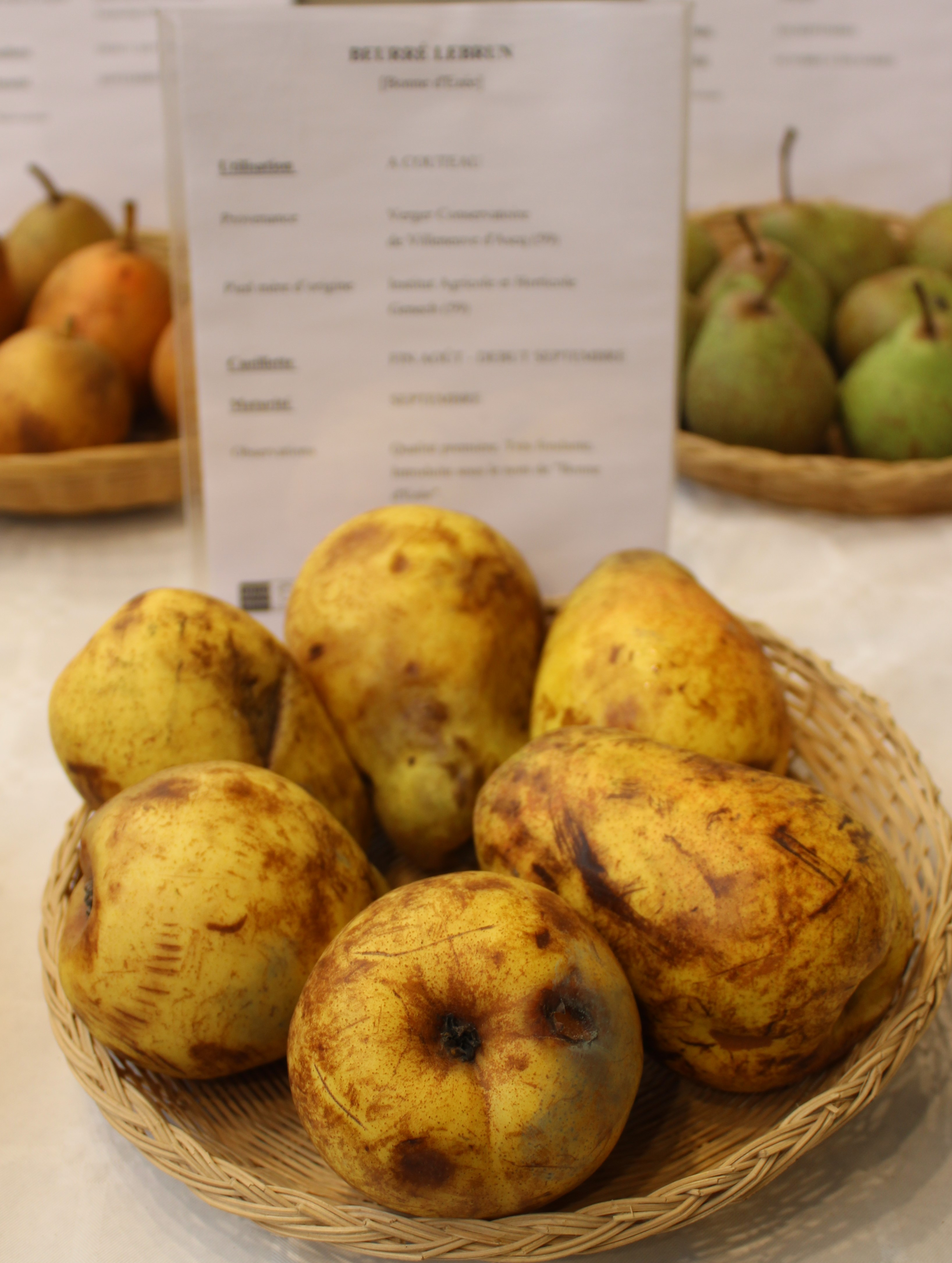
Avancée en maturité.

## Origine
La poire Beurré Lebrun est issue d'un semis de M. Gueniot à Troyes, en 1856,.

## Synonymes
- Le Brun[3].
- Beurrée Le Brun.

## Description

### Description de l'arbre
Les rameaux sont courts, de force moyenne, étalés, vert ombré de brun ; ils portent de nombreuses lenticelles bien apparentes.
Les yeux sont de taille moyenne, ovoïdes ou coniques, opprimés.
L'arbre se révèle vigoureux et fertile. Il doit être greffé sur cognassier et dirigé en formes palissées ou en pyramides.
Cette variété ne doit pas être élevée sur tige car son fruit se détache avant sa maturité ; elle peut être cultivée dans tous les terrains et dans toutes les régions.
Elle se révèle résistante à la tavelure.
Le tronc et les branches ont une écorce fendillée, comme galeuse.
C'est un fruit d'amateur.

### Description du fruit
Fruit : assez gros, cylindro-conique, très allongé, obtus vers le pédicelle, bosselé dans son pourtour.
Épiderme. Fin, mince, d'un jaune verdâtre, pointillé de fauve, plaqué de même couleur aux deux pôles.
Pédicelle. Assez fort, assez court ou de longueur moyenne, implanté droit ou obliquement à la surface du fruit.
Œil. Moyen, mi clos, dans une cavité normale et irrégulière.
Chair. D'un blanc jaunâtre, fine, ferme, fondante, juteuse, à saveur sucrée, relevée, parfumée.
Qualité : bonne.
Maturité : octobre.

### Maturité
De fin septembre à début octobre.

## Culture
Le cognassier lui convient parfaitement comme porte-greffe.

## Utilisations
Très bonne poire à croquer fraiche.